# NGC 721
NGC 721 è una galassia a spirale barrata situata nella costellazione di Andromeda, a una distanza di circa 257 milioni di anni luce dalla nostra Via Lattea.

## Scoperta
La galassia è stata scoperta il 27 agosto 1862 dall'astronomo prussiano Heinrich d'Arrest.

## Descrizione
NGC 721 ha una classe di luminosità II-III e presenta una larga riga a 21 cm dell'idrogeno neutro.
Data la sua luminosità superficiale pari a 14,08, NGC 721 può essere classificata come una galassia a bassa luminosità superficiale (nella letteratura in lingua inglese abbreviata in LSB, acronimo di Low Surface Brightness). Le galassie LSB sono galassie di tipo diffuso (D) con una luminosità superficiale inferiore di almeno una magnitudine a quella del cielo notturno circostante.